# Pinochet Boys

Pinochet Boys fue una de las bandas pioneras del post-punk, new Wave y synthpop chileno formados por cuatro amigos en 1984 en Santiago de Chile y disueltos tres años después. La banda en conjunto con Los Dadas, Los Niños Mutantes y Orgasmo formaron parte de un circuito reducido y underground en el Chile de la dictadura de Augusto Pinochet.

## Historia
La banda antifascista tocó en bares y pequeños recintos, con un repertorio limitado que quedó registrado en dos temas (”Esto es Pinochet Boys / Música del general”, “Botellas contra el pavimento / En mi tiempo libre”), financiados por Carlos Fonseca, más tarde productor de Los Prisioneros, quien se ofreció a administrarlos si se cambiaban el nombre.
En junio de 1986, el grupo formó parte del Primer Festival Punk en el galpón del Sindicato de Taxistas en Santiago, junto con Zapatilla Rota, Los Niños Mutantes, Índice de Desempleo, Dadá, Corruption Girls.
Los Pinochet Boys era parte de un pequeño movimiento artístico-subversivo junto con pintores del colectivo Contingencia Sicodélica. 
La agrupación mezclaba punk, new wave y tecno pop, y se transformó en una incipiente promesa debido a su actitud y letras provocadores en tiempos de dictadura como en su tema La música del general: "Dictadura musical / nadie puede parar de bailar la música del General / Nada en el cerebro, nada en el refigerador".
Los conciertos clandestinos solían ser interrumpidos a los pocos minutos por Carabineros, lo que derivó en que los miembros fueran acosados y amenazados por su irreverencia y sus alocadas performances.
La hostilidad hacia la banda de parte de la policía y su manifiesta rebeldía, hizo que decidieran salir de Chile rumbo a Brasil, luego de un concierto en Buenos Aires. Poco tiempo después, los integrantes no siguieron con la banda. En 1988 Miguel Conejeros y Daniel Puente Encina fundaron la banda Parkinson. Daniel, cantante, bajista, (compositor y autor de Tiempo de mod y 1988), dejó el grupo nueve meses después, viajó por EE. UU. y Europa, se quedó una temporada en Berlín occidental de finales de los 80 y luego se mudó a Hamburgo donde fundó el grupo multicultural Niños Con Bombas en los años 90. Firmó contratos con discográficas como WEA Records y Grita! Records entre otras y realizó exitosas giras por EE. UU., Sudamérica y Europa. En 2000 comenzó a actuar y producir bajo del nombre de Polvorosa en Barcelona, España.
En el año 2008, Miguel Conejeros realiza la dirección editorial del libro fotográfico Pinochet Boys, publicado por la editorial Midia Comunicación. En su prólogo, Conejeros señala: “Este libro intenta rescatar una memoria perdida. Una parte de la historia cultural no oficial de los oscuros años 80 en Chile. El testimonio gráfico y narrativo de una generación ocultada y relegada a la trastienda de la historia o, con suerte, a la letra pequeña de la anécdota curiosa. Actitudes y hechos mil veces mal interpretados y otras muchas descontextualizados, aquí buscan el espacio que se les ha negado por años”.
En la actualidad, algunos de sus integrantes han desarrollado carreras musicales como Miguel Conejeros quien desarrolla el proyecto electrónico Fiat 600, llamado así porque  alude al vehículo que tuvo que vender en los 80 para comenzar su banda Pinochet Boys. Por su parte, Sebastián Levine fue un activo colaborador de bandas como Electrodomésticos, Primeros Auxilios, María Sonora, Blancoactivos y Supersordo; así como de Jorge González. Mientras que Daniel Puente Encina produce y actúa bajo su propio nombre desde 2012.

## Miembros
- Daniel Puente Encina, bajo y voz.
- Iván “Vanchi” Conejeros, voz y guitarra.
- Miguel Conejeros, teclados, guitarra.
- Sebastián “Tan” Levine, batería.

## Discografía
En 2012, se publica el vinilo 7": Pinochet Boys del sello Hueso Records, donde quedaron registradas las pistas de 1984:
Pinochet Boys - Pinochet Boys
- A.- Botellas Contra El Pavimento (4:42)
- B.- Música Del General (1:51)

Créditos
- Masterizado por – Milo Gomberoff
- Fotografía – Gonzalo Donoso
- Grabado, Escrito, Producido por – Daniel Puente Encina, Iván Conejeros, Miguel Conejeros, Sebastián Levine

Notas
- "Grabado y mezclado en el invierno (mayo-agosto) de 1984"